# Miniserie (fumetto)
Una miniserie (o serie limitata) è una serie a fumetti avente in partenza un numero definito, generalmente ridotto, di albi. Una miniserie è diversa da una serie regolare in quanto il numero di albi è deciso prima dell'inizio della pubblicazione, e da uno one shot perché composta da più di un'uscita.
il termine è spesso usato come sinonimo di miniserie (mini-serie) e maxiserie (maxi-serie), di solito in base alla lunghezza e al numero di fascicoli. La Dark Horse Comics fornisce una definizione di miniserie: "Questo termine si applica principalmente a una serie collegata di singoli fumetti. Una serie limitata è una serie di fumetti con un inizio, una metà e una fine chiari". La Dark Horse Comics e la DC Comics chiamano miniserie una serie composta da 2 a 12 albi, e maxi serie una serie formata da 13 o più numeri, ma altre case editrici utilizzano termini differenti.

## Caratteristiche
La miniserie ha una storia sola da raccontare. Essa segue lo schema standard formato da inizio, metà e risoluzione della vicenda. Solitamente, tutti i punti oscuri della trama sono chiariti alla fine della serie. Pochissime miniserie sono state pubblicate in formato antologia.
Le serie limitate sono spesso realizzate da un unico team creativo, o da un solo scrittore affiancato da artisti sempre diversi. Il numero di albi è di solito determinato da una combinazione tra la lunghezza della trama scritta dallo scrittore e il mandato dell'editore.

## Storia
La genesi della miniserie può essere fatta risalire alle antologie formate da storie aventi come protagonista il personaggio del titolo. Gli editori sperimentavano spesso nuovi personaggi e storie: se si dimostravano popolari, questi personaggi venivano rapidamente scorporati dall'antologia per ottenere una serie autonoma. Questa pratica era particolarmente comune negli anni Sessanta e Settanta, soprattutto in casa DC Comics, che pubblicò, tra il 1975 e il 1978, quasi 60 serie al mese. Con l'andare del tempo, però, la DC fu costretta a chiuderne più della metà.
Nel 1979, la DC sperimentò un nuovo formato che diede vita alla miniserie World of Krypton: ciò permise alla compagnia di pubblicare storie inadatte a diventare serie regolari.
Con il successo del formato della miniserie, la DC continuò a sperimentare storie più lunghe e trame al di fuori del loro universo di supereroi. Iniziata nel 1982, Camelot 3000 fu la prima miniserie a raggiungere i 12 albi. La DC coniò il termine "maxi serie" per promuoverla.
In breve tempo altri editori iniziarono a pubblicare miniserie. La Marvel Comics le usò per caratterizzare i personaggi più popolari delle varie squadre, rendendoli protagonisti di una lunga storia da solisti. Le prime avventure di Wolverine vennero raccontate in una serie limitata. I crossover tra due personaggi o squadre erano presentati in nuove miniserie prima che il concetto di crossover dentro la serie regolare fosse concepito. La miniserie Marvel Super Hero Contest of Champions nacque dall'idea di un grande evento che colpiva l'Universo Marvel: questo fu ulteriormente sviluppato dalla saga in 12 albi Guerre segrete nel 1984 e dalla miniserie DC Crisi sulle Terre infinite, nel 1985.

## Lunghezza
La maggior parte delle serie limitate hanno da 4 a 6 albi, nonostante la presenza di serie di 2 o 3 albi soltanto. Miniserie della lunghezza di 12 numeri erano popolari negli anni Ottanta (alcuni esempi: Guerre segrete, Crisi sulle Terre infinite, Amethyst, la Principessa di Gemworld, Watchmen, Squadrone Supremo). Storie più lunghe erano sviluppate come crossover tra titoli.
Occasionalmente, una serie regolare può essere commutata in una miniserie. Ultimates della Marvel, per esempio, cominciò come serie mensile, ma divenne una serie limitata quando sorsero problemi di produzione.